# Langa (kommun i Spanien, Kastilien och Leon, Provincia de Ávila, lat 41,00, long -4,85)
Langa är en kommun i Spanien.   Den ligger i provinsen Provincia de Ávila och regionen Kastilien och Leon, i den centrala delen av landet, 120 km nordväst om huvudstaden Madrid. Antalet invånare är 520. Arean är 24,5 kvadratkilometer.
Terrängen i Langa är platt.